# Pieve di Saliceto
Pieve di Saliceto è una frazione del comune italiano di Pontremoli, nella provincia di Massa-Carrara.
La frazione comprende anche le borgate di Canale Scuro e Saliceto Belvedere.

## Storia
Il borgo, anticamente chiamato Urceola, è sorto in epoca alto-medievale in seguito all'edificazione della pieve di Urceola, importante luogo di culto della diocesi di Luni.

## Monumenti e luoghi d'interesse
La pieve dei Santi Ippolito e Cassiano fu menzionata per la prima volta in un documento del 981 e dipendevano da essa diverse cappelle della Val d'Antena. Fu la matrice delle chiese di Pontremoli.

## Società

### Tradizioni e folclore
- Santi Ippolito e Cassiano
- Santa Petronilla
- Madonna della Neve